# Lago di Barcis
Der  Lago di Barcis (furlanisch Lâc di Barce deutsch Barcissee oder Barcis-Stausee) ist ein Stausee in der italienischen Gemeinde Barcis, in der Region Friaul-Julisch Venetien.

## Staumauer
Die Bogenstaumauer wurde zwischen 1952 und 1954 in der Fraktion Ponte Antoi im Val Cellina südöstlich von Barcis errichtet. Die knapp 50 m hohe Staumauer ist an der Krone 71 m lang. Das Stauziel liegt bei 402 m s.l.m. und die Überlaufschwelle bei 405 m s.l.m.
Der aufgestaute Torrente Cellina wurde bereits zu Beginn des 20. Jahrhunderts etwas talabwärts der Staumauer für die Elektrizitätsgewinnung genutzt. Mit dem Bau bei Ponte Antoi wurde der Betrieb des zwischen 1900 und 1906 errichteten alten Wasserkraftwerks eingestellt.
Das neue Wasserkraftwerk wurde 1954 in Betrieb genommen. Das Maschinenhaus wurde kaverniert auf einer Höhe von 350 m angelegt. Es wird von einer etwa 2 km langen und im Durchmesser 3,9 m breiten Druckstollen gespeist, dessen Einlauf sich etwa 100 m vor der Staumauer auf der orographisch linken Uferseite des Stausees befindet. Das Wasserschloss ist ebenfalls unterirdisch angelegt. Mit dem abgeleiteten Wasser werden zwei Kaplan-Turbinen betrieben.

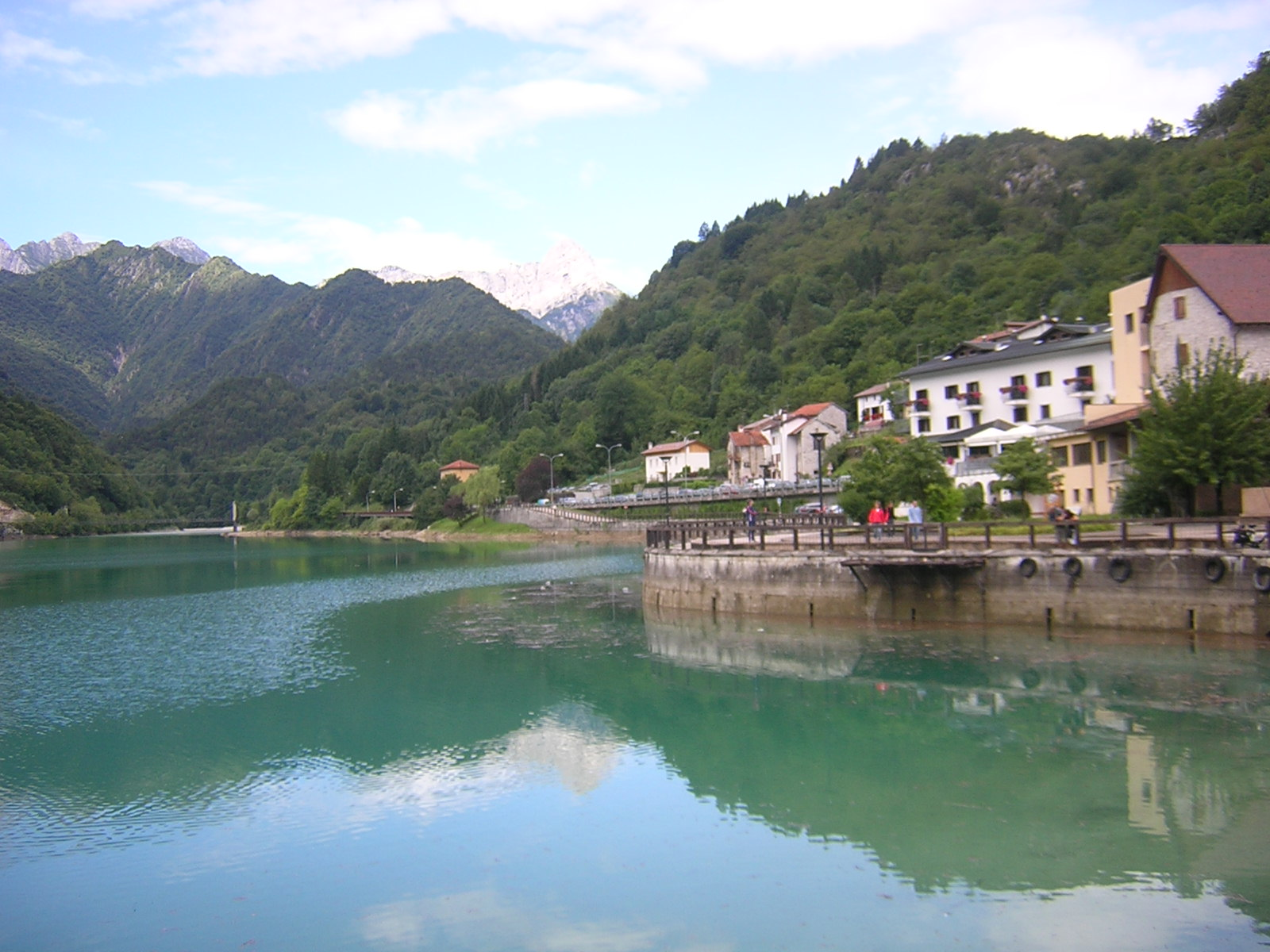
Ufer bei Barcis
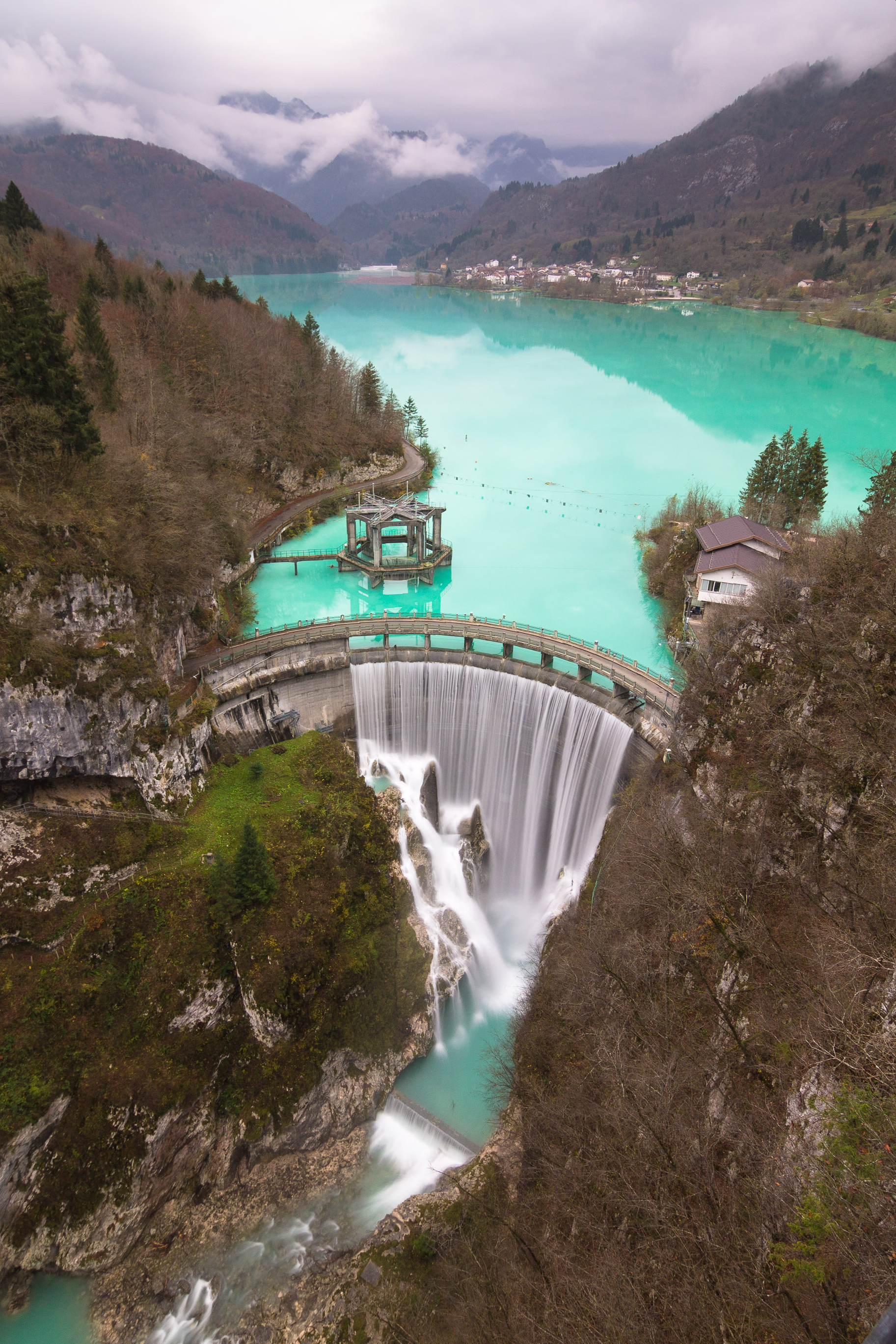
Staumauer Ponte Antoi
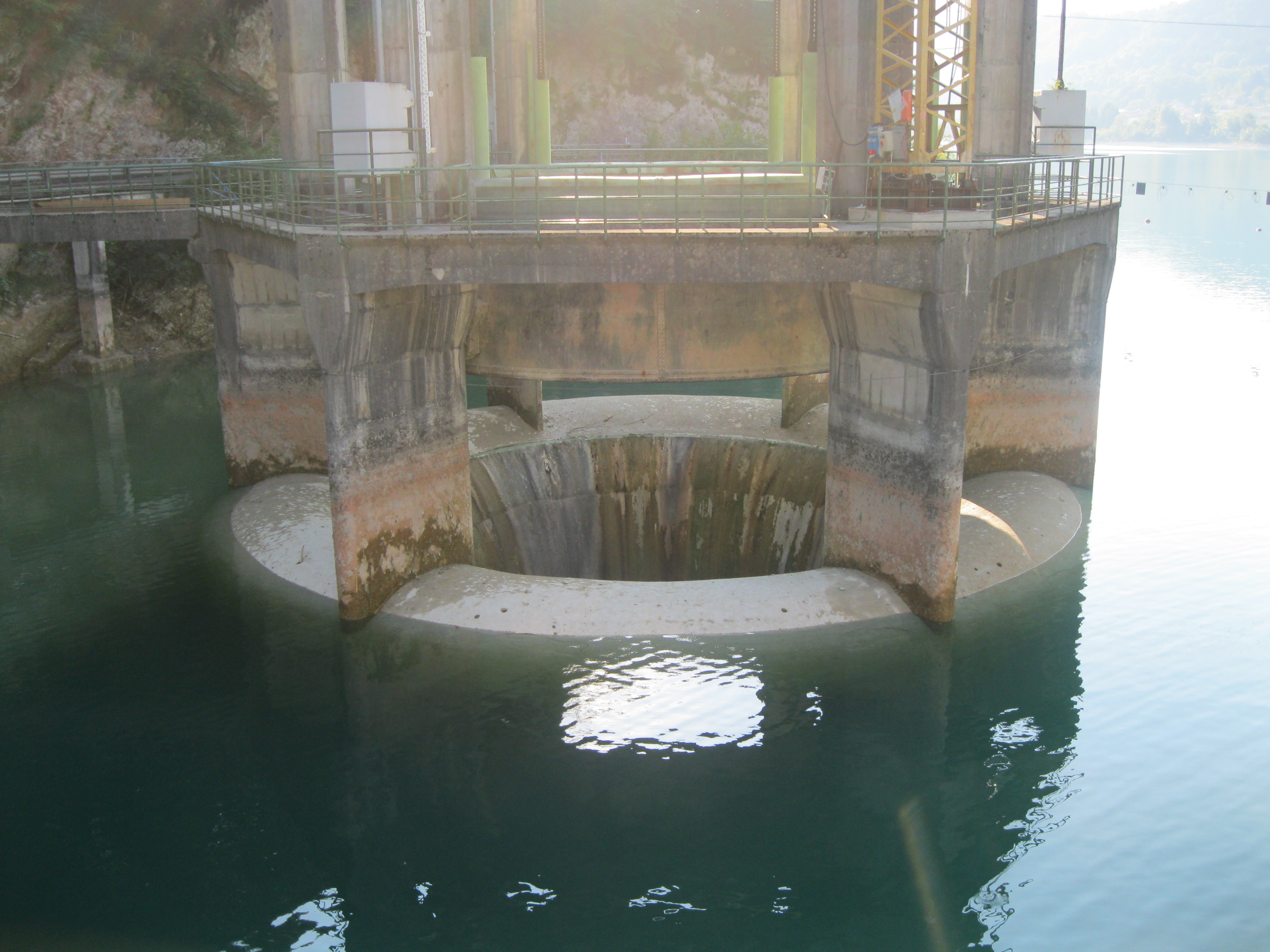
Überlaufbauwerk
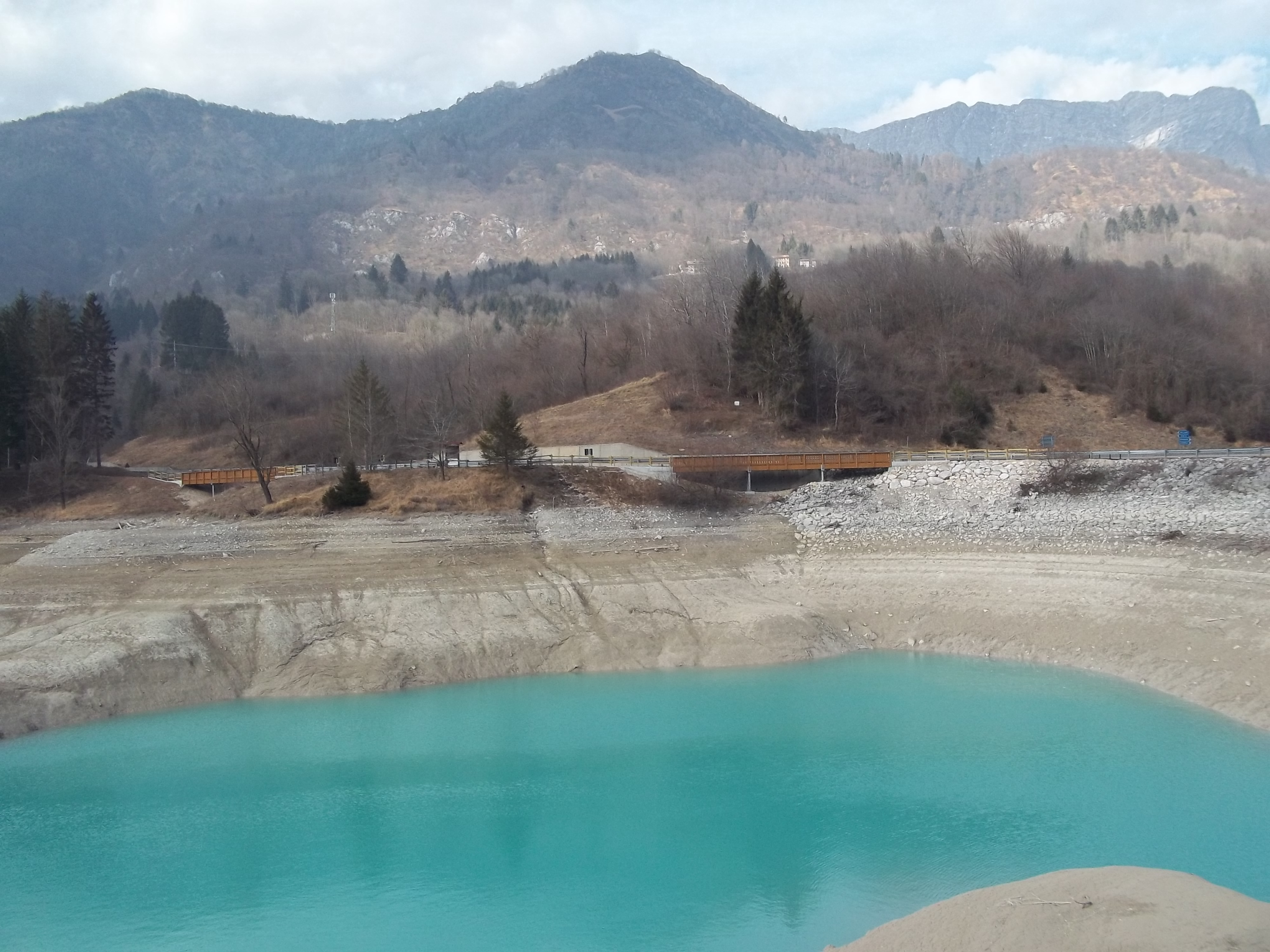
Niedrigwasser